# N-butylamine
n-butylamine is een organische verbinding (meer bepaald een primair amine) die in de chemische en farmaceutische industrie gebruikt wordt als tussenproduct bij de synthese van andere organische stoffen. Het is een kleurloze licht-ontvlambare vloeistof met een kenmerkende ammoniakgeur. Het is een van de vier isomerische amines van butaan; de andere zijn sec-butylamine (2-aminobutaan), tert-butylamine en isobutylamine.

## Synthese
De meest gebruikte reactie voor de vorming van n-butylamine is de katalytische aminering van n-butanol met ammoniak. In plaats van het alcohol kan men ook het aldehyde, n-butanal, laten reageren met ammoniak en waterstofgas in aanwezigheid van een katalysator.

## Toepassingen
n-butylamine wordt gebruikt als intermediair bij de productie van vele chemicaliën, waaronder farmaceutische stoffen, kleurstoffen, rubber, insecticiden, synthetische looimiddelen en emulgatoren.

## Toxicologie en veiligheid
n-butylamine is een zwakke organische base, en reageert hevig met zuren, met kans op explosie. Het is een sterk irriterende stof voor ogen, huid en luchtwegen. Contact met de huid veroorzaakt ernstige irritatie en blaarvorming.